# Диртутьнатрий
Диртутьнатрий — бинарное неорганическое соединение, интерметаллид
натрия и ртути с формулой NaHg2,
кристаллы.

## Получение
- Сплавление стехиометрических количеств чистых веществ:

{\displaystyle {\mathsf {Na+2Hg\ {\xrightarrow {353^{o}C}}\ NaHg_{2}}}}

## Физические свойства
Диртутьнатрий образует кристаллы
гексагональной сингонии,
пространственная группа P 6/mmm,
параметры ячейки a = 0,5029 нм, c = 0,3230 нм, Z = 1,
структура типа диборида алюминия Al2B
.
Соединение конгруэнтно плавится при температуре 353 °C.